# Abtsgmünd
Abtsgmünd ist eine Gemeinde im Ostalbkreis im östlichen Baden-Württemberg, deren Hauptort selben Namens am Zusammenfluss von Lein und Kocher liegt. Die Flächengemeinde besteht aus dem Hauptort Abtsgmünd sowie den fünf Teilorten Neubronn, Laubach, Untergröningen, Hohenstadt und Pommertsweiler und zugehörigen weiteren Ortschaften und Weilern. Abtsgmünd ist ein staatlich anerkannter Erholungsort im Naturpark Schwäbisch-Fränkischer Wald.

## Geographie

### Geographische Lage
Abtsgmünd hat Anteil an den Naturräumen Östliches Albvorland und Schwäbisch-Fränkische Waldberge, die beide zum Schwäbischen Keuper-Lias-Land zählen. Mit 71,6 km² und 7456 Einwohnern ist die Gemeinde Abtsgmünd hinter den Städten sowohl nach Fläche als auch nach Einwohnerzahl die größte Gemeinde des Ostalbkreises.
Der Hauptort Abtsgmünd liegt an der Mündung des Flusses Lein in den Kocher (Mündungshöhe 367,4 m ü. NHN), überwiegend linksseits der Kochers und linksseits der Lein. Der entfernteste Teilort Untergröningen liegt in Luftlinie über 8 km westnordwestlich davon an zwei Flusswindungen beidseits des Kochers, der dort nach etwa 14 km Gewässerwegs etwas unter 355 m ü. NHN hoch steht.

### Nachbargemeinden
Abtsgmünd grenzt im Uhrzeigersinn im Norden an Adelmannsfelden, im Osten an Neuler und eine kleine Exklave von Hüttlingen, im Südosten an Aalen, im Süden an Heuchlingen, im Südwesten an Schechingen und Obergröningen, im Westen an Eschach (alle Ostalbkreis) und im Nordwesten an Sulzbach-Laufen (Landkreis Schwäbisch Hall).

### Gemeindegliederung

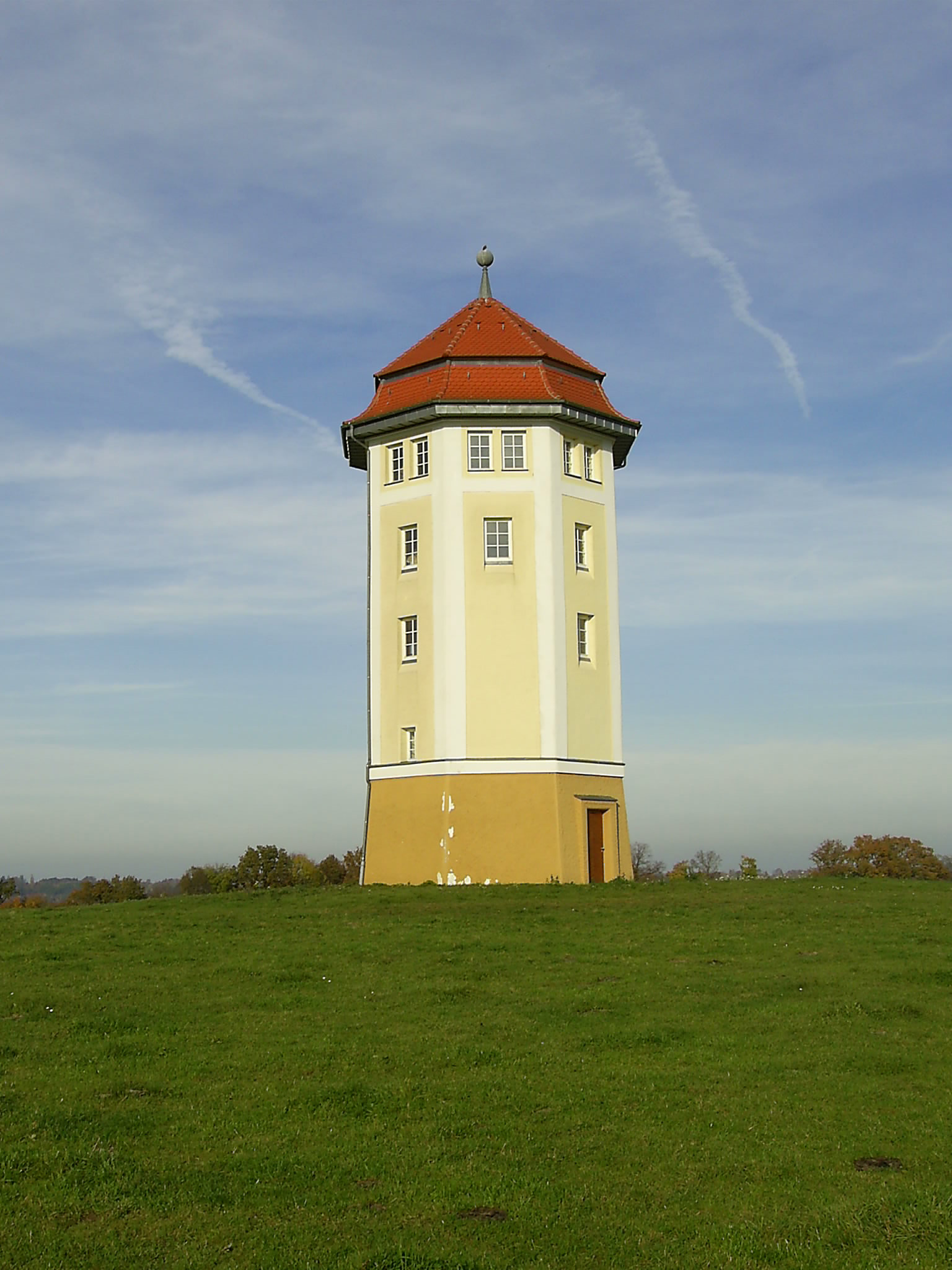
Wasserturm beim Ortsteil Hohenstadt

Zur heutigen Gemeinde Abtsgmünd gehören die ehemals selbständigen Gemeinden Abtsgmünd, Hohenstadt, Laubach, Neubronn, Pommertsweiler und Untergröningen mit insgesamt fast 80 Dörfern, Weilern, Höfen und Häusern.
- Im Gemeindeteil Abtsgmünd liegen das Dorf Abtsgmünd, die Weiler Altschmiede, Hangendenbuch, Neuschmiede, Schäufele, Vorderbüchelberg, Wilflingen und Wöllstein, das Gehöft Birkholz und die Wohnplätze Ausägmühle, Fischbach, Öl- und Sägmühle und Pulvermühle.
- Im Gemeindeteil Hohenstadt liegen das Dorf Hohenstadt, die Weiler Börrat, Butzenberg, Christhäuser, Kocherhof, Köhrhof, Maisenhäuser, Reichertshofen, Rötenbach, Schafhäuser und Steinreute und die Höfe Bernhardshof, Brastelhof, Fischhaus, Frauenhof und Sandhof.
- Im Gemeindeteil Laubach liegen das Dorf Laubach, die Weiler Berg, Haag und Leinroden (mit Evangelischer Kirche), der Ort Roßnagel, die Höfe Blumenhof, Eichhornhof, Kauhof und Schneiderhaus und der Wohnplatz Lustenau.
- Im Gemeindeteil Neubronn liegen das Dorf Neubronn und die Höfe Eiderhalden, Kellerhaus und Spatzenmühle.
- Im Gemeindeteil Pommertsweiler liegen das Dorf Pommertsweiler, die Weiler Hinterbüchelberg, Höfenhölzle, Hohenhöfen, Lutstrut, Seelach, Straßdorf, Wildenhäusle, Wildenhof und Zimmerberg, die Höfe Altweiher, Hammerschmiede, Herrenwald, Mittelhohlenbach (teilweise auch zum Gemeindeteil Untergröningen), Neumühle und Ziegelhütte und der Wohnplatz Oberhohlenbach (teilweise auch zum Gemeindeteil Untergröningen).
- Im Gemeindeteil Untergröningen liegen das Dorf Untergröningen, die Weiler Billingshalden (Schweizerhof), Burren, Dinkbühl, Letten, Öchsenhof, Rötenbach, Rötenberg und Wegstetten und die Wohnplätze Amselhöfle, Bach, Gschwendhof, Herrenfeld, Märzenhäusle, Mittelhohlenbach (teilweise auch zum Gemeindeteil Pommertsweiler), Oberhohlenbach (teilweise auch zum Gemeindeteil Pommertsweiler) und Tyrol.

Abgegangene, heute nicht mehr existierende Ortschaften sind Wisemberg (Bisems?), Bläsihof und eine Burg im Gemeindeteil Abtsgmünd, Langenhalde im Gemeindeteil Neubronn, Buelenberg, Otolfsweiler, Deschental und Unterhohlenbach im Gemeindeteil Pommertsweiler sowie Hurrenhof oder Steinhöfle, Mühle, Sägmühle am Ochsenbach, Beim Gschwendhof, Steinhalden und Spitz im Gemeindeteil Untergröningen.

### Flächenaufteilung
Nach Daten des Statistischen Landesamtes, Stand 2014.

## Geschichte

### Bis zum 18. Jahrhundert
Abtsgmünd ist wahrscheinlich von Ellwangen aus gegründet worden. Seinen Namen hat der Ort von der Einmündung der Lein in den Kocher und seiner Zugehörigkeit zum Kloster Ellwangen (Das Gemunden des Abts, in Unterscheidung zu anderen Gemunden-Orten). Damit ist Abtsgmünd mit hoher Wahrscheinlichkeit eine ellwangische Gründung nach dem 7. Jahrhundert. Ein genauer Zeitpunkt ist nicht bekannt.
Das Kloster Ellwangen legte den Ort zur Sicherung seines Waldgebietes nach Südwesten hin an. In einem Güterverzeichnis des Klosters Ellwangen aus dem Jahr 1136 ist Abtsgmünd mit dem Namen Gemunden erwähnt. Im 13. Jahrhundert wurde der Name in Abtzgemunde geändert um Verwechslungen mit der späteren Reichsstadt Gmünd zu vermeiden. Der Name tauchte erstmals 1251 in einer Urkunde von König Konrad IV. auf.
Das spätromanische Erdgeschoss des Turms der Pfarrkirche, das um 1200 entstand, zeigt, dass die Ansiedlung schon früher bestanden hat.
Von Abtsgmünd aus wurde die Burg Wöllstein angelegt, um die Herrschaft gegen die Schenken von Limpurg abzusichern. Die Besitzer wechselten öfters, aber die Lehnshoheit der Fürstpropstei Ellwangen blieb bestehen. Zur Verwaltung wurde ein Vogt eingesetzt, der in Wöllstein saß. Im Jahr 1609 bildeten Heuchlingen, Abtsgmünd und Wöllstein das ellwangische Amt Heuchlingen im Sitz des Amtsmanns in Abtsgmünd.
Durch die Zugehörigkeit zur Fürstpropstei Ellwangen blieb Abtsgmünd in der Reformationszeit katholisch, während das Kochertal von Schwäbisch Hall bis hinauf nach Untergröningen im Jahr 1544 durch den Reformator Johannes Brenz reformiert und evangelisch wurde.
Im 17. Jahrhundert gründeten die Fürstpröpste Eisenwerke. In Abtsgmünd entstand 1611 in der Altschmiede ein Hochofen und später eine Hammerschmiede. Sie ging im Dreißigjährigen Krieg unter, wurde aber 1667 als Hammerschmiede wieder aufgebaut. 1699 wurde das Werk vom Ortsteil Altschmiede zur Neuschmiede verlegt.

### 19. und 20. Jahrhundert
Bei der Säkularisation fiel Abtsgmünd 1803 an die Territorien Neuwürttembergs und kam mit diesen 1806 zum Königreich Württemberg. Das Eisenhüttenwerk in Abtsgmünd ging in den Schwäbischen Hüttenwerken mit Sitz in Wasseralfingen auf. Abtsgmünd gehörte von 1803 bis 1934 zum Oberamt Aalen. Bei den Verwaltungsreformen während der NS-Zeit in Württemberg gelangte Abtsgmünd 1934 zum Kreis Aalen und 1938 zum neu strukturierten Landkreis Aalen. 1945 wurde der Ort Teil der Amerikanischen Besatzungszone und gehörte somit zum neu gegründeten Land Württemberg-Baden, das 1952 im jetzigen Bundesland Baden-Württemberg aufging. Durch die Kreisreform in Baden-Württemberg 1973 wurde Abtsgmünd zum Bestandteil des Ostalbkreises.

### Eingemeindungen
Im Zuge der Gemeindereform in Baden-Württemberg wurden fünf ehemals selbstständige Gemeinden nach Abtsgmünd eingemeindet. Die Gemeindegröße sowie die Einwohnerzahl stiegen auf mehr als das Doppelte der ursprünglichen Gemeinde Abtsgmünd.
| Eingemeindungen | Datum             | Markungsfläche |
| --------------- | ----------------- | -------------- |
| Neubronn        | 1. Januar 1971    | 473 ha         |
| Laubach         | 1. Januar 1971    | 479 ha         |
| Untergröningen  | 1. September 1971 | 1127 ha        |
| Hohenstadt      | 29. Februar 1972  | 1266 ha        |
| Pommertsweiler  | 1. Juli 1972      | 1762 ha        |
| Zum Vergleich   | Abtsgmünd         | 2052 ha        |

## Politik

### Gemeinderat

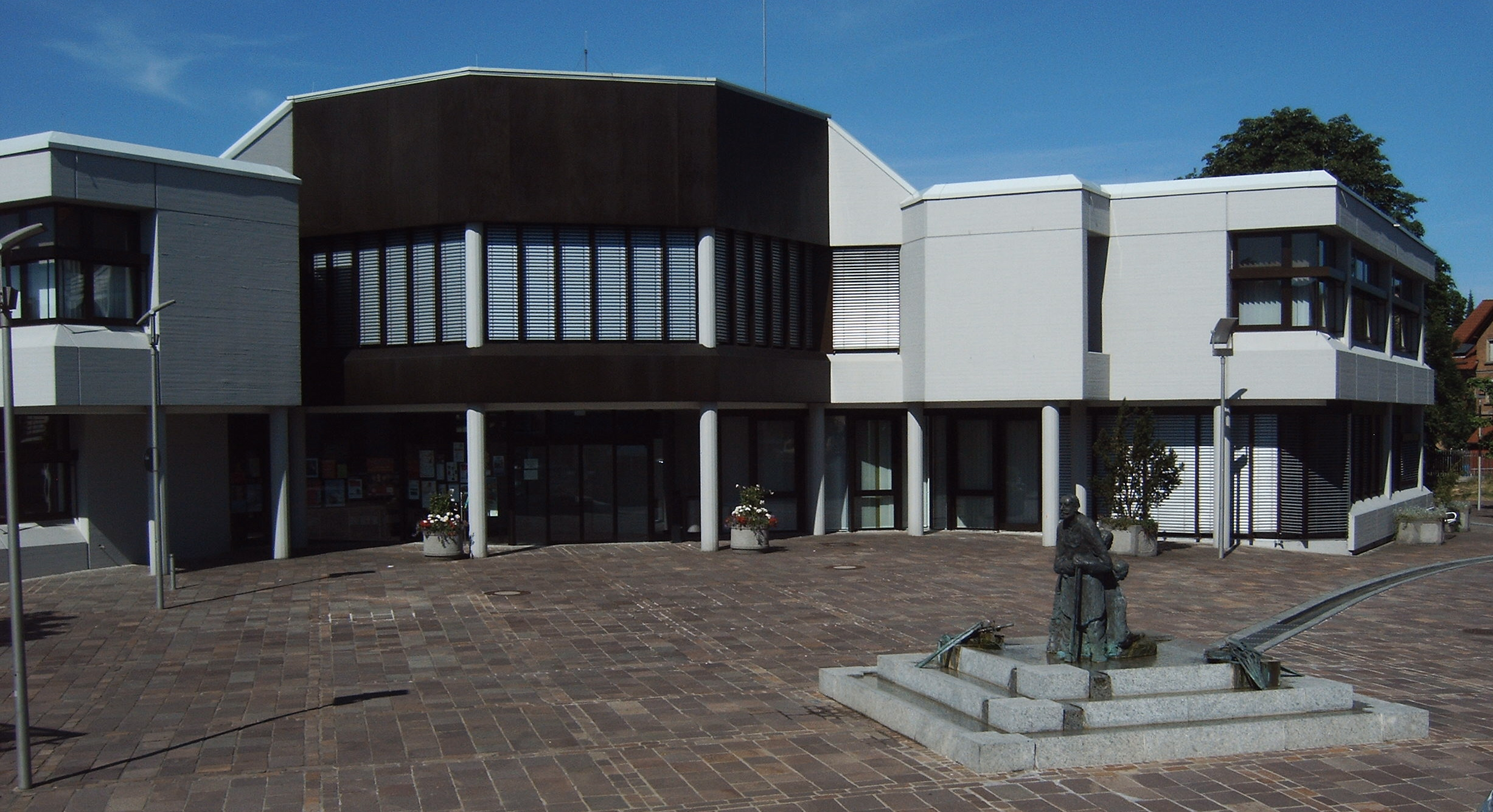
Rathaus

Der Gemeinderat von Abtsgmünd besteht aus 20 Mitgliedern, deren Amtszeit fünf Jahre beträgt. Er wurde zuletzt bei den baden-württembergischen Kommunalwahlen am 9. Juni 2024 mit unechter Teilortswahl gewählt. Die Wahlbeteiligung lag bei 65,2 % (2019: 59,5 %). Die Sitze verteilen sich auf die einzelnen Parteien und Gruppierungen wie folgt:
| Fraktion                 | Wahlergebnis | Stärke  | Ergebnis 2019    |
| ------------------------ | ------------ | ------- | ---------------- |
| CDU / Unabhängige Bürger | 44,5 %       | 9 Sitze | 36,55 %, 9 Sitze |
| Freie Wähler             | 34,6 %       | 7 Sitze | 35,25 %, 9 Sitze |
| SPD / Aktive Bürger      | 20,9 %       | 4 Sitze | 28,20 %, 7 Sitze |

### Wappen
Blasonierung: In gespaltenem Schild vorne in Rot ein aus dem Unterrand emporkommender, mit der Krümme zum Spalt gewendeter silberner Abtsstab, hinten in Silber drei rote Kugeln übereinander.
Durch den Abtsstab wird sowohl an den Ortsnamen als auch an das Kloster und die Fürstpropstei Ellwangen erinnert. Die drei roten Kugeln entstammen dem Wappen der Hack von Wöllstein, die in Abtsgmünd ihren Burgsitz hatten.
Die Gemeindeflagge ist Weiß-Rot.
Abtsgmünd nahm zwischen 1911 und 1917 ein Siegelbild an, das in einem geteilten Schild über einer Ortsansicht schräg gekreuzt einen Abtsstab und ein Schwert zeigte, die von einem kleinen Schild überdeckt wurden. Der kleine Schild zeigte die württembergischen Hirschstangen. Eine durchgehende gestürzte Sparrenleiste stand für die Flüsse Kocher und Lein.
Am 26. November 1956 wurden der Gemeinde vom Innenministerium Baden-Württemberg das heute gültige Wappen und die Flagge verliehen.

### Gemeindelogo
Seit Mitte der 1990er-Jahre hat die Gemeinde ein Gemeindelogo. Auf ihm ist ein grünes A für Abtsgmünd und als Querstrich des Buchstaben A die beiden Flüsse Lein und Kocher, an deren Mündung Abtsgmünd einst gegründet wurde, in blauer Farbe dargestellt.

### Partnergemeinden
Abtsgmünd verbindet seit 2007 eine offizielle Partnerschaft mit der italienischen Gemeinde Castel Bolognese, Region Emilia-Romagna, Provinz Ravenna. Jedes Jahr findet ein Austausch mit der italienischen Partnerstadt statt.

## Justiz
Abtsgmünd liegt im Bezirk des Amtsgerichts Aalen; diesem sind innerhalb der ordentlichen Gerichtsbarkeit das Landgericht Ellwangen und das Oberlandesgericht Stuttgart übergeordnet. Das zuständige Gericht der Arbeitsgerichtsbarkeit ist das Arbeitsgericht Stuttgart, dasjenige der Sozialgerichtsbarkeit das Sozialgericht Ulm. Außerdem ist für öffentlich-rechtliche Streitigkeiten aus Abtsgmünd das Verwaltungsgericht Stuttgart örtlich zuständig.

## Wirtschaft und Infrastruktur

### Verkehr
Abtsgmünd liegt an der Bundesstraße 19 zwischen Aalen und Schwäbisch Hall. Der Anschluss zur Bundesautobahn 7 bei Westhausen liegt ungefähr 15 Kilometer entfernt. Der Ortsteil Untergröningen war der Endpunkt der 2005 stillgelegten und 2009 größtenteils demontierten Oberen Kochertalbahn von Gaildorf.
Durch Abtsgemünd verläuft als Landes-Radfernweg der Kocher-Jagst-Radweg. Er ist ein Rundkurs entlang der beiden Flüsse Kocher und Jagst zwischen Bad Friedrichshall und einer Querverbindung zwischen den Tälern bei Aalen (Stadtteil Unterkochen) und Lauchheim.

### Ansässige Unternehmen
Das prägende Unternehmen im Hauptort Abtsgmünd ist die Kessler + Co. GmbH & Co. KG, eine seit 1950 bestehende Spezialfabrik mit über 400 Mitarbeitern für die Herstellung von Achsen und Getrieben für Spezialfahrzeuge.
Im Teilort Untergröningen ist die Firma Holopack Verpackungstechnik GmbH tätig, die Produkte der Pharmaindustrie herstellt bzw. in geeignete Behältnisse verpackt.

### Bildungseinrichtungen
Mit der Friedrich-von-Keller-Schule verfügt Abtsgmünd über eine Grund-, Haupt- und Realschule, zu der als Außenstelle auch die Wasenschule, eine reine Grundschule, gehört. Seit 2010 ist darüber hinaus das St. Jakobus-Gymnasium (in Trägerschaft der „Stiftung Katholische Freie Schule der Diözese Rottenburg-Stuttgart“) in Betrieb. Außerdem gibt es Grundschulen in Hohenstadt, Pommertsweiler und Untergröningen. Es gibt ferner einen römisch-katholischen Kindergarten (St. Josef Kindergarten) zwei evangelische und einen Waldkindergarten, der 2016 eröffnet wurde.

### Soziale Einrichtungen
- Seniorenzentrum Hallgarten der Stiftung Haus Lindenhof – Altenpflegeheim
- Sozialstation Abtsgmünd gGmbH – Ambulanter Pflegedienst

## Kultur und Sehenswürdigkeiten
Wegen ihrer vielen Teilorte gibt es in der Gesamtgemeinde Abtsgmünd zahlreiche Vereine und Organisationen.

### Kultur
- Kulturverein Schloss Laubach
- Kunst im Schloss Untergröningen – KISS

### Sehenswürdigkeiten
Die römisch-katholische Pfarrkirche St. Michael ist eine neugotische Basilika mit spätromanischem Turmuntergeschoss. Vor der Kirche ist seit 1994 das Rechberg-Kreuz aufgestellt; dieses auf das Jahr 1331 datierte Kreuz ist das zweitälteste Steinkreuz in Baden-Württemberg. Es wurde vermutlich von einer Seitenlinie der Grafen von Rechberg geschaffen.

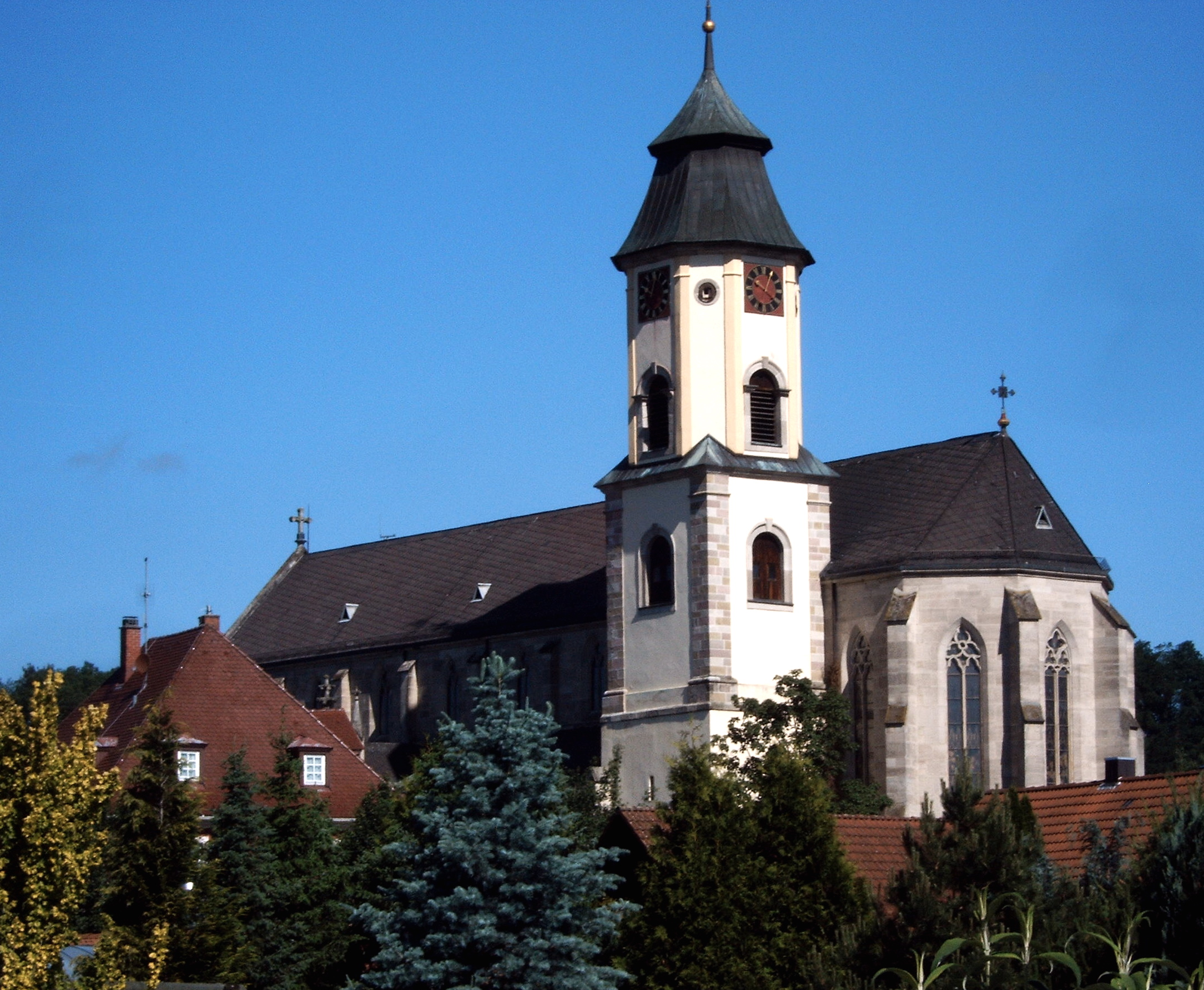
St. Michael
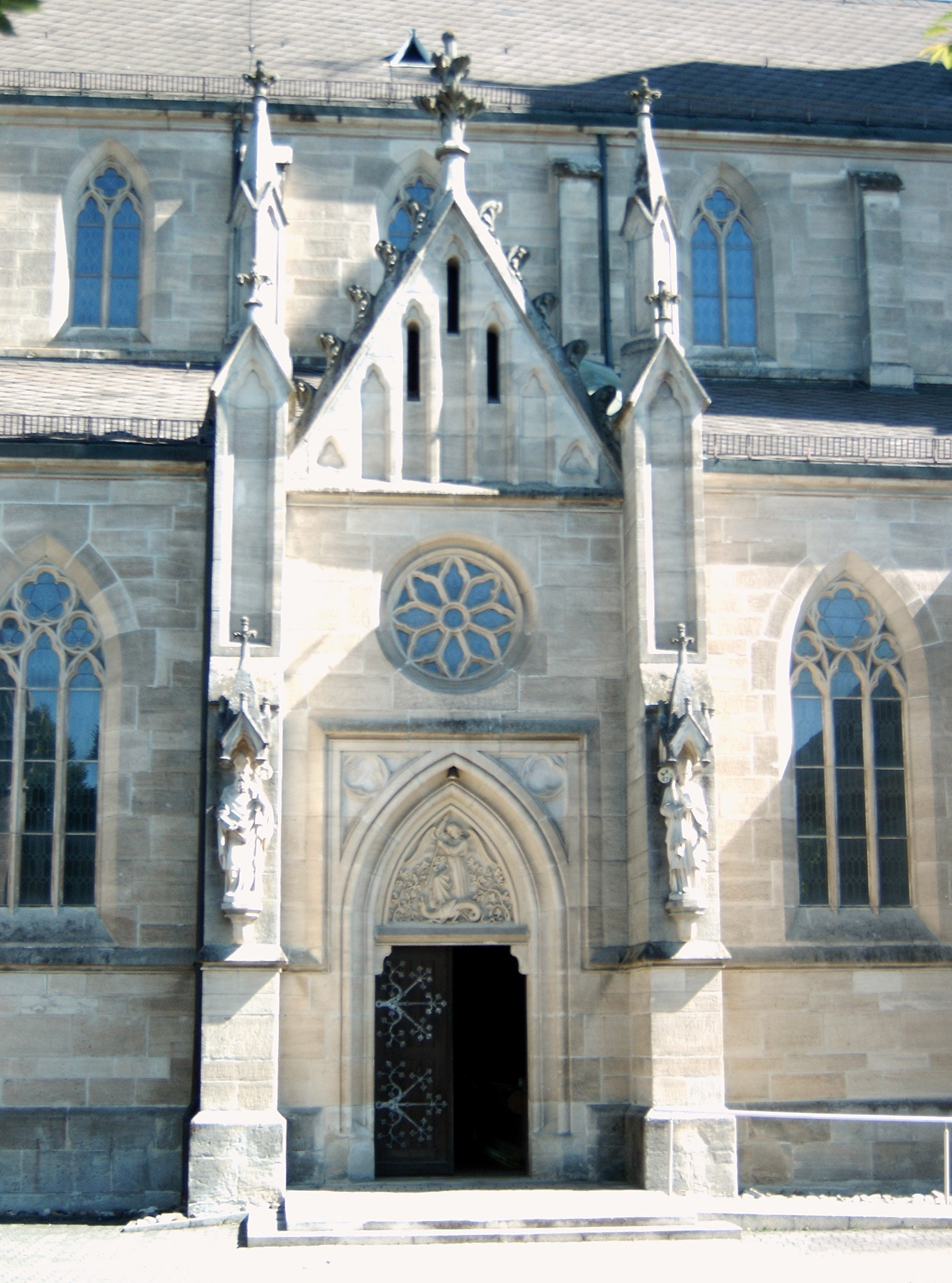
Kirchenportal
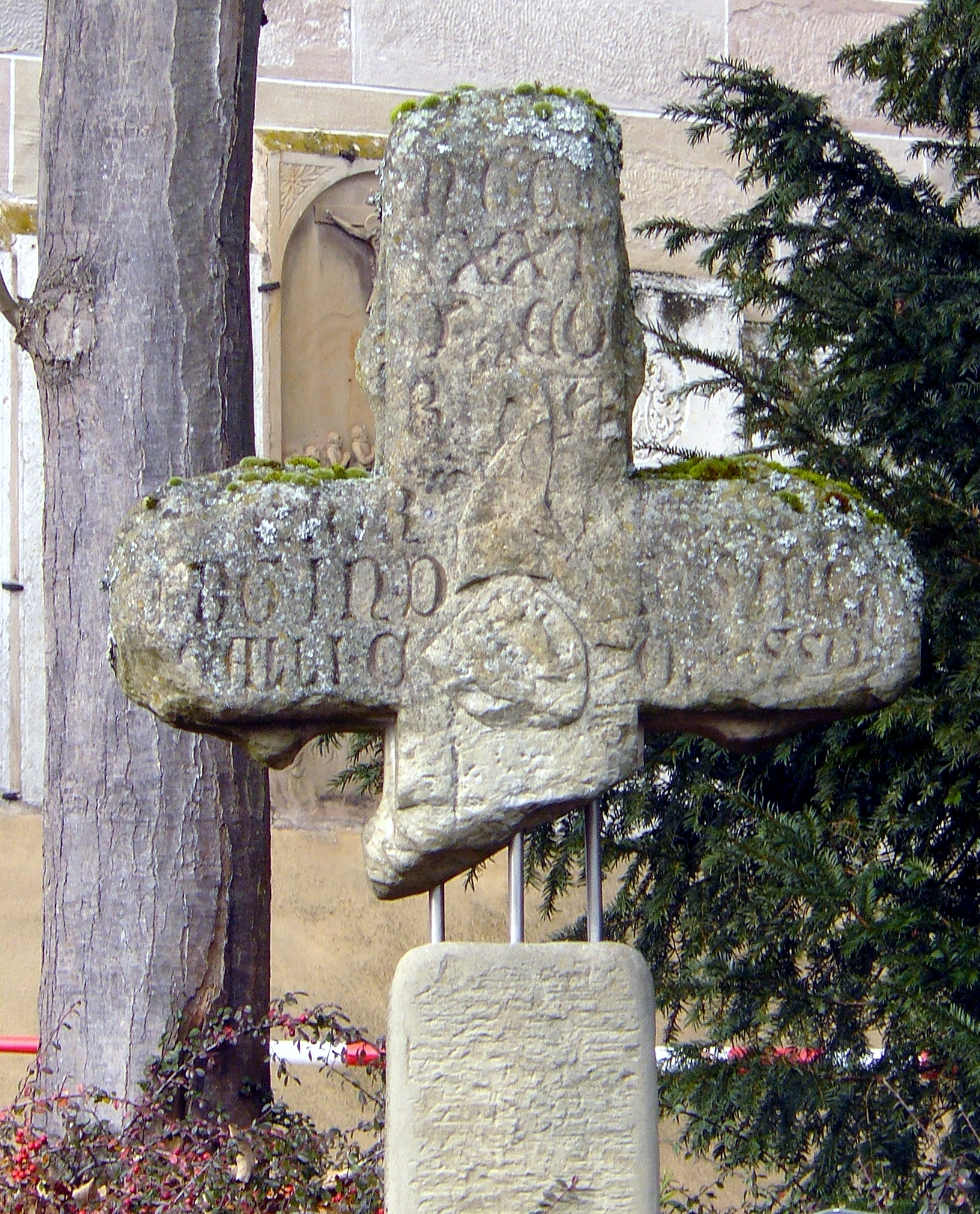
Rechberg-Kreuz

- Das Kachelzimmer des Schlosses Hohenstadt wurde von der Denkmalstiftung Baden-Württemberg zum Denkmal des Monats Februar 2006 ernannt.
- Die ehemalige Zehntscheuer wird heute als Bücherei und Veranstaltungszentrum genutzt.
- Schloss- und Wallfahrtskirche Mariä Opferung Hohenstadt
- Lustgarten Hohenstadt, der älteste Heckengarten Europas
- Schloss Untergröningen
- Schloss Laubach
- Schloss Neubronn
- Turmhügelburg Leinroden
- Jakobuskapelle Wöllstein

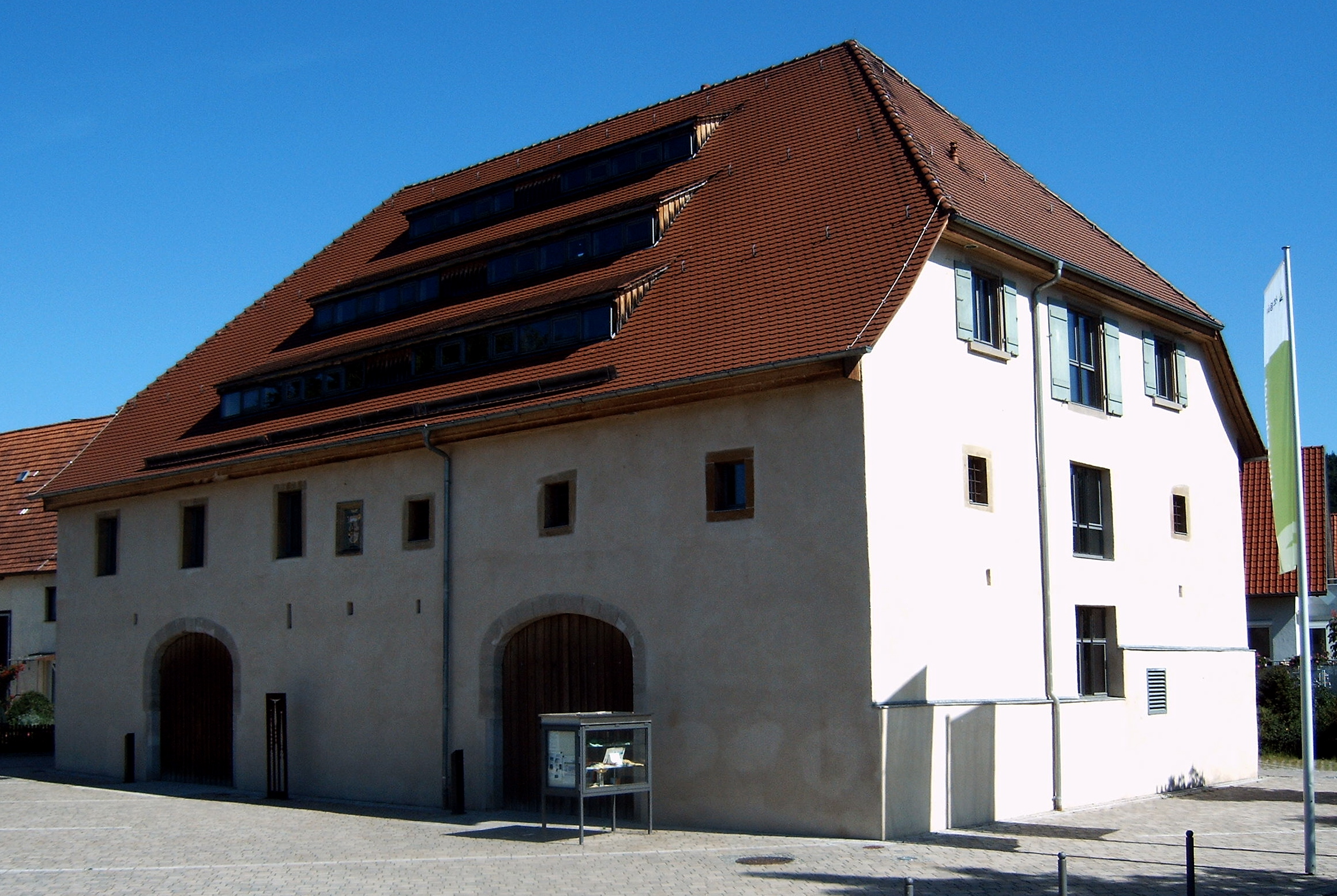
Zehntscheuer
„Lusthaus“ im Schlossgarten von Abtsgmünd-Hohenstadt
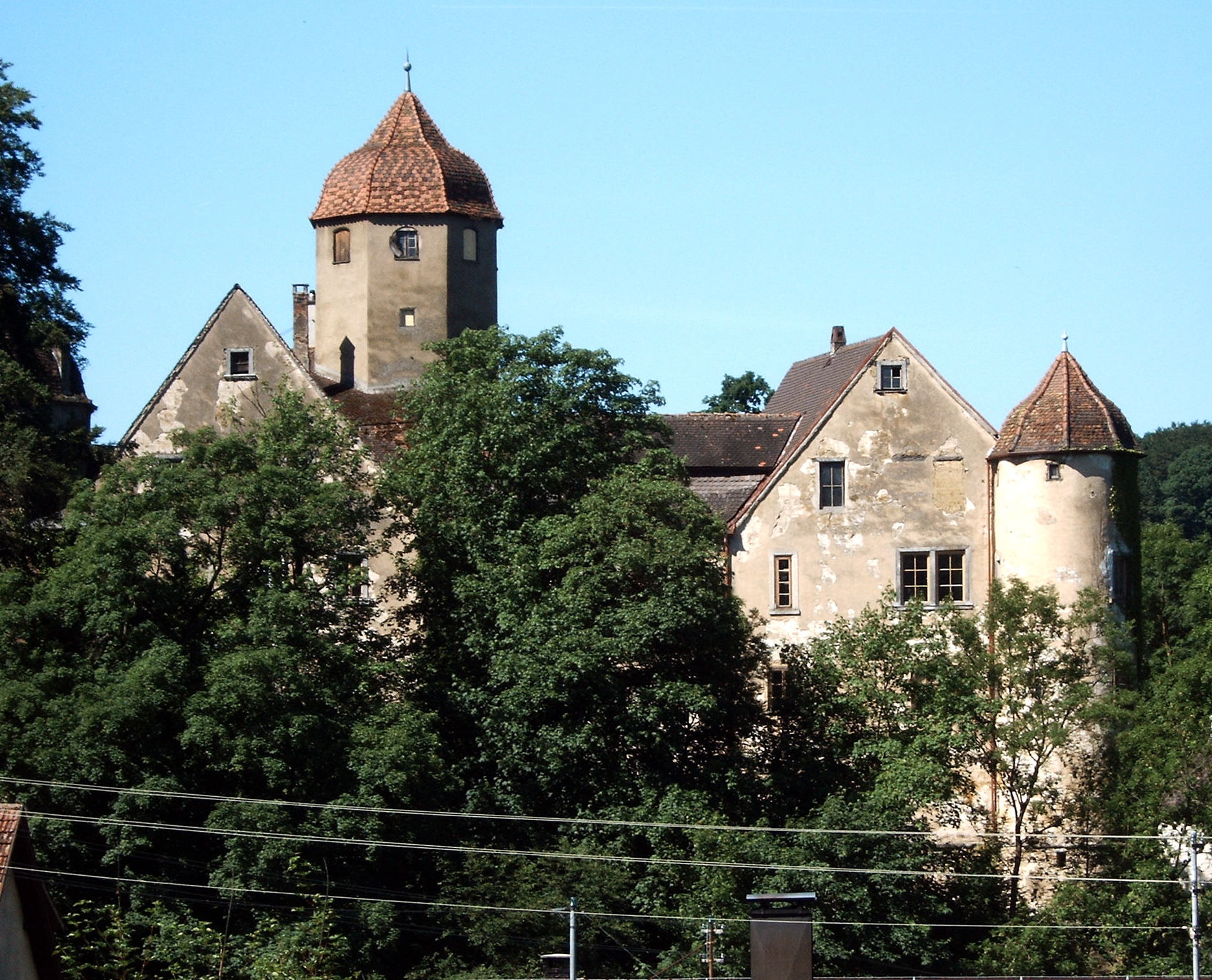
Schloss Laubach
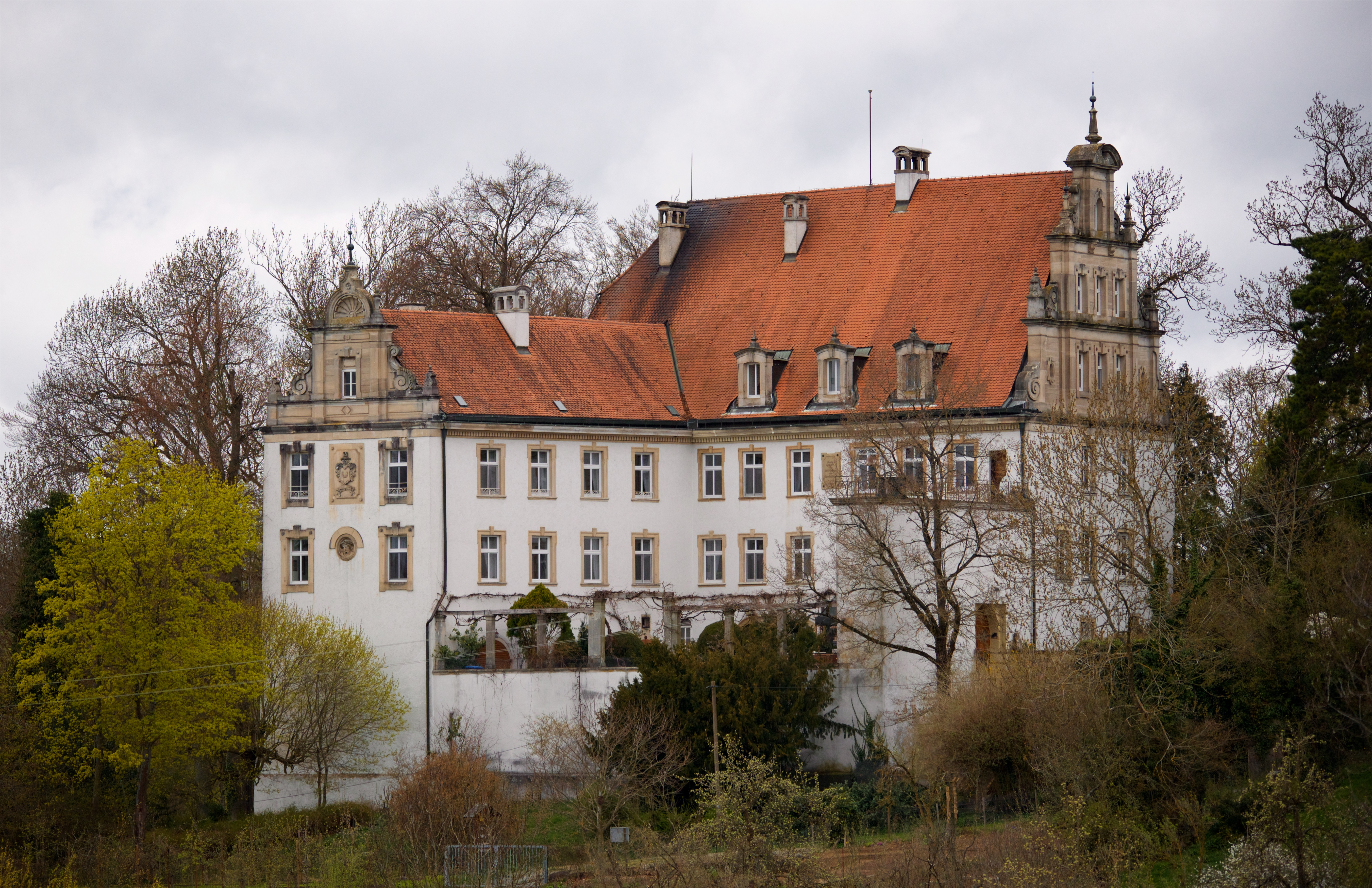
Schloss Neubronn
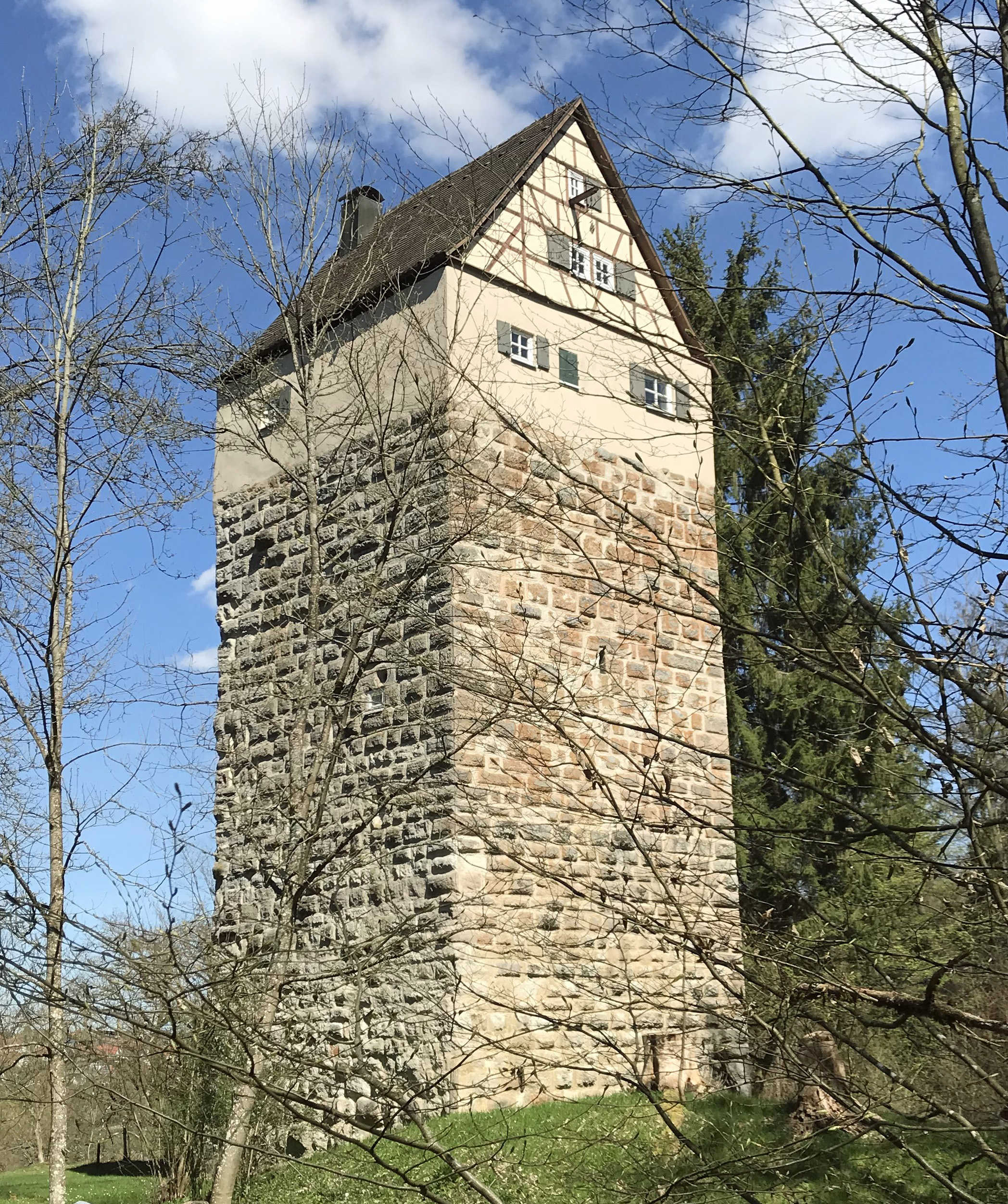
Turmhügelburg Leinroden

### Vereine
- Die 1893 gegründete Ortsgruppe Abtsgmünd des Schwäbischen Albvereins wurde 2003 mit der Eichendorff-Plakette ausgezeichnet.[10]

### Freizeit
- Hammerschmiedesee Pommertsweiler
- Laubbach-Stausee Abtsgmünd
- Wanderwege im Tal der Blinden Rot

## Persönlichkeiten

### In Abtsgmünd geboren
- Konrad Adelmann von Adelmannsfelden (1462–1547), Kanoniker und Humanist
- Caspar Adelmann von Adelmannsfelden (1464–1541), Humanist und Kanoniker
- Johann Christoph Freiherr Adelmann von Adelmannsfelden (1640–1687), Propst der Fürstpropstei Ellwangen
- Joseph Anselm Freiherr Adelmann von Adelmannsfelden (1728–1805), Politiker
- Jakob Salat (1766–1851), Theologe und Philosoph
- Ferdinand Joseph Schliz (1778–1844) geboren in Untergröningen, Jurist, württembergischer Oberamtmann
- Joseph Christian von Schliz (1781–1861), geboren in Untergröningen, württembergischer Oberamtmann, Landtagsabgeordneter
- Wilhelm Matthäus Pahl (1795–1875) geboren in Neubronn, deutscher Gymnasiallehrer und Landtagsabgeordneter
- Jacob Kull (1818–1880), Zeichner, Maler, Lithograph und Fotograf
- Franz Xaver Zimmer (1821–1883), Maler
- Franz Xaver von Funk (1840–1907), Priester und Professor für Patrologie
- Ernst Josef Beyerle (1881–1963), geboren in Hohenstadt, Jurist und CDU-Politiker
- Maria Lerch (1884–1962), Zeichnerin und Bildhauerin
- Karl Allmendinger (1891–1965), General der Wehrmacht
- Albert Schnez (1911–2007), General der Bundeswehr bzw. Wehrmacht
- Erwin Holl (* 1957), Maler und Grafiker

### Mit Abtsgmünd verbunden
- Eduard Schweickhardt (1805–1868), Ökonom und Politiker, war von 1826 bis 1834 Hüttenschreiber in Abtsgmünd
- Alfred Bast (* 1948), Maler und Künstler; gründete 1995 das Kunstkloster. in Abtsgmünd
- Anja Bihlmaier (* 1978), international renommierte Dirigentin